# 163-й меридіан західної довготи
163-й меридіан західної довготи — лінія довготи, що лежить на 163 градуси західніше Гринвіцького меридіана. Вона проходить від Північного полюса через Північний Льодовитий океан, Північну Америку, Тихий океан, Південний океан та Антарктиду до Південного полюса.
163-й меридіан західної довготи формує велике коло разом із 17-тим меридіаном східної довготи.

## Список географічних об'єктів, що перетинає 163° зх. д.
Починаючи на Північному полюсі та рухаючись до Південного полюса, 163-й меридіан західної довготи проходить через:
| Координати                                                   | Країна, територія або море | Примітки |
| ------------------------------------------------------------ | -------------------------- | --- |
| 90°0′ пн. ш. 163°0′ зх. д. / 90.000° пн. ш. 163.000° зх. д.  | Північний Льодовитий океан | |
| 71°42′ пн. ш. 163°0′ зх. д. / 71.700° пн. ш. 163.000° зх. д. | Чукотське море             | |
| 69°46′ пн. ш. 163°0′ зх. д. / 69.767° пн. ш. 163.000° зх. д. | США                        | Аляска |
| 67°2′ пн. ш. 163°0′ зх. д. / 67.033° пн. ш. 163.000° зх. д.  | Чукотське море             | Затока Коцебу |
| 66°5′ пн. ш. 163°0′ зх. д. / 66.083° пн. ш. 163.000° зх. д.  | США                        | Аляска — проходить через півострів Сьюард |
| 64°33′ пн. ш. 163°0′ зх. д. / 64.550° пн. ш. 163.000° зх. д. | Берингове море             | Протока Нортона |
| 63°5′ пн. ш. 163°0′ зх. д. / 63.083° пн. ш. 163.000° зх. д.  | США                        | Аляска |
| 59°53′ пн. ш. 163°0′ зх. д. / 59.883° пн. ш. 163.000° зх. д. | Берингове море             | Проходить східніше острова Амак, Аляска, США |
| 55°14′ пн. ш. 163°0′ зх. д. / 55.233° пн. ш. 163.000° зх. д. | США                        | Аляска — проходить через півострів Аляска |
| 55°4′ пн. ш. 163°0′ зх. д. / 55.067° пн. ш. 163.000° зх. д.  | Тихий океан                | Проходить східніше острова Унімак, Аляска, США Проходить західніше острова Санак[en], Аляска, США Проходить східніше атола Суворова[en], Острови Кука Проходить східніше атола Палмерстон, Острови Кука |
| 60°0′ пд. ш. 163°0′ зх. д. / 60.000° пд. ш. 163.000° зх. д.  | Південний океан            | |
| 78°12′ пд. ш. 163°0′ зх. д. / 78.200° пд. ш. 163.000° зх. д. | Антарктида                 | Проходить через Територію Росса (претендує Нова Зеландія) |